# 托尼·托德
托尼·托德（英語：Tony Todd，1954年12月4日—2024年11月6日）是一名美國男演員、製片人和配音員，參與的影視作品超過上百部。早期的知名角色如電影《野战排》（1986年）的華倫中士（Sgt. Warren）及電視劇《銀河飛龍》（1990年至1991年）和《銀河前哨》（1996年）中飾演庫恩。真正令他一举成名的是《活死人之夜》（1990年）的主角班（Ben），以及《腥風怒吼》系列電影（1992年至2021年）的標題角色糖果人，再加上《绝命终结站》系列電影（2000年至2011年）的威廉·布魯沃斯。2007年出演了知名科幻片《来自地球的人》；2009年在《變形金剛：復仇之戰》為墮落金剛配音。

## 早期生活
托尼·托德出生於华盛顿特区，在康乃狄克州哈特福成長，就讀於當地學校，包括哈特福德公立高中。他亦是藝術家集體公司的校友。托德就讀於康涅狄格大学，後繼續至尤金奧尼爾國家演員戲劇學院以及位於羅德島州普罗维登斯的三一劇目公司。